# Gaël Morel

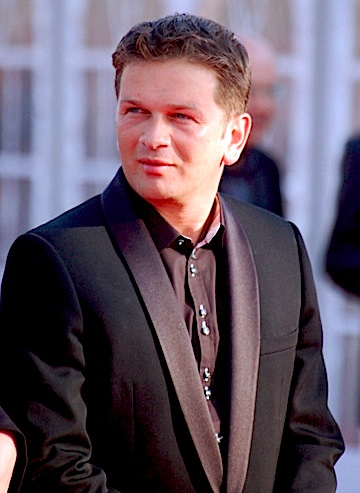
Gaël Morel, 2007.

Gaël Morel (* 25. September 1972 in Villefranche-sur-Saône) ist ein französischer Schauspieler und Regisseur.

## Leben
Morel wurde 1972 in Villefranche-sur-Saône, einer Kleinstadt mit 30.000 Einwohnern, 25 km nördlich von Lyon, geboren. Er wuchs in dem nahe gelegenen Dorf Lacenas auf.
Im Alter von 15 Jahren verließ Morel sein Zuhause, um ein Filmstudium in Lyon zu beginnen. Schließlich zog er nach Paris und traf dort 1994 auf den erfolgreichen französischen Regisseur André Téchiné, der ihn prompt für die Hauptrolle seines später mit einem César ausgezeichneten Films Wilde Herzen (Les Roseaux sauvages) engagierte. Morel selbst gelang damit der Durchbruch. Nicht nur viele Kritiker zollten ihm großes Lob für seine Darstellung, er wurde auch für einen César als vielversprechendster junger Schauspieler nominiert.
Im Gegensatz zu seinen anderen Schauspielkollegen aus Wilde Herzen, Frédéric Gorny, Élodie Bouchez und Stéphane Rideau, für die mit dem Film eine erfolgreiche Schauspielkarriere begann, entschied sich Morel für eine Karriere hinter der Kamera, da dies schon immer seine eigentliche Leidenschaft gewesen war. Als Regisseur holte er für seine Projekte regelmäßig seinen früheren Schauspielpartner Stéphane Rideau vor die Kamera.

## Filmografie (Auswahl)

### Schauspieler
- 1994: Wilde Herzen (Les Roseaux sauvages) – Regie: André Téchiné
- 2001: Weit weg (Loin) – Regie: André Téchiné

### Regisseur
- 1994: La Vie à rebours
- 1996: Full Speed (À toute vitesse)
- 1998: Neuschnee (Premières neiges)
- 2002: Les Chemins de l'oued
- 2004: Brüderliebe (Le Clan)
- 2007: Der Tag, der alles veränderte (Après lui)
- 2008: New Wave  (TV)
- 2011: Unser Paradies (Notre paradis)
- 2017: Prendre le large
- 2024: Vivre, mourir, renaître

### Drehbuch
- 2007: Chanson der Liebe (Les chansons d’amour)